# Gerhard Scholz-Rothe
Gerhard Scholz-Rothe (ook: Gerhard Scholz) (Starołęka, toen: Groß Starolenka, Grensmark Posen-West-Pruisen, 3 december 1913 – Siegburg, 1 mei 1991) was een Duits componist, muziekpedagoog, dirigent, pianist, contrabassist en tubaïst.

## Levensloop
Scholz-Rothe kwam via Wrocław-Leśnica (toen: Deutsch Lissa), Torgelow en Velten naar Hennigsdorf en later naar Berlijn, waar hij in 1930 op 17-jarige leeftijd met een "Beethovenstipendium" (studiebeurs) van de stad Berlijn studeerde aan de Staatliche Hochschule für Musik. Naast piano studeerde hij ook contrabas en tuba. Op 1 april 1933 werd hij lid van het Muziekkorps van het Infanterie-Regiment Nr. 9 in Berlijn-Spandau. Vanaf 1937 zette hij zijn studies aan de Staatliche Hochschule für Musik in Berlijn voort en studeerde piano bij Paul Höffer, orkest-directie bij Walter Gmeindl en Clemens Schmalstich en compositie bij Leo Schrattenholz en Heinz Tiessen. In maart 1939 maakte hij zijn diploma als Musikmeister.
Op 1 april 1939 werd hij dirigent van het Muziekkorps van het Artillerie-Regiment 56 in Hamburg-Wandsbek. Tijdens de Tweede Wereldoorlog werd hij voor de militaire dienst verzet.
Op 1 april 1941 huwde hij met Ingeborg Rothe, die zijn componistencarrière forceerde en begeleidde. Na de oorlog werd hij in 1945 dirigent van het Stedelijk symfonieorkest, het Stedelijk gemengd koor en het Mannenkoor "Eintracht" te Recklinghausen. Hij was ook dirigent van het Stedelijk gemengd koor van Herne (Duitsland). Als gast-dirigent werkte hij met de Norddeutsche Philharmonie en het Symfonieorkest Winterthur. Samen met het laatste orkest verzorgde hij ook solo concert met de Roemeense pianiste Clara Haskil. Ook het Ensemble orchestral te Parijs heeft hij als gastdirigent gedirigeerd.
Na de opbouw van de Bundeswehr en de oprichting van muziekkorpsen binnen deze strijdkrachten ging hij als dirigent naar het Heeresmusikkorps 6 (Muziekkorps Nr. 6 van de landmacht) in Hamburg. Met dit orkest verzorgde hij vele concerten in de Musikhalle en in het park Planten un Blomen, maar ook opnames voor de omroep, onder andere de Symfonie in Bes groot voor harmonieorkest van Paul Hindemith. 01.06.1962 werd hij chef-dirigent van het toenmalige elite-orkest van de Bundeswehr, het Stabsmusikkorps, dat gestationeerd was in Siegburg. Met dit orkest verzorgde hij alle officiële ontvangsten van de Duitse regering maar ook grote concerten in de Beethovenhalle in Bonn en in het concertgebouw Gürzenich in Keulen. Het speelde de opnames in voor het compositie-wedstrijd van de Westdeutscher Rundfunk (WDR) onder de titel Konzertante Blasmusik. Met dit orkest was hij ook op verschillende concertreizen, onder andere in Mogadishu (1966), Roubaix en Rijsel (1972, Festival de Musiques Militaires), Parijs (1972). In 1971 werkte hij met het Stabsmusikkorps mee aan de macro-compositie Invasion auf Bonn.
Op 31 maart 1974 ging hij als Oberstleutnant met pensioen.
Naast andere werd hij als Ridder in de Franse Orde van de Legioen van Eer, als Officier in de Koninklijke Orde van Victoria en met het Commandeurs-kruis van de Koninklijke St. Olav Orde in Noorwegen onderscheiden.
Als componist schreef hij vooral werken voor harmonieorkest.

## Composities

### Werken voor harmonieorkest
- 1941 Spielmannsliedchen
- 1941 Andante religioso
- 1960 Symphonische Musik
- 1963 Concertino, voor piano en harmonieorkest
- 1967 Impressionen '67
- 1970 Romantische Suite über Weber-Themen
- 1974 Abend
- 1974 Finale
- Abendlied und Deutscher Zapfenstreich
- Concertante Musik im alten Stil, voor piano, blazers en slagwerk
- Epilog
- Fahnenmarsch der Bundeswehr
- Fahnenmarsch des Wachbataillions
- Kinderlieder-Suite naar liederen en pianostukken van Robert Schumann
- Marsch für die US-Army-Band
- Präludium und Fuge
- Semper Talis Marsch
- Steubenmarsch
- Tänzerische Miniaturen
- Temperamente
- Trilogie, voor blazers en slagwerk
- Vier kleine Stücke